# Телюга
Телюга (Sphecotheres) — рід співочих птахів родини вивільгових (Oriolidae). Містить 3 види.

## Поширення
Представники роду поширені в Індонезії, Новій Гвінеї та Австралії.

## Опис
Присутній статевий диморфізм. Самці мають оливково-зелену верхню частину, чорну голову та яскраво-червону неоперену лицьову маску. Нижня частина тіла жовта. Самиці зверху тьмяно-коричневі, знизу білі з чіткими темними смугами. У них сірувата лицьова маска та сірувато-чорний дзьоб.

## Види
- Телюга тиморська (Sphecotheres viridis)
- Телюга ветарська (Sphecotheres hypoleucus)
- Телюга австралійська (Sphecotheres vieilloti)